# Алаведра, Бальдири
Бальдири Алаведра Пла, известный как Бои Алаведра (21 февраля 1944 — 13 апреля 2020) — испанский футболист, полузащитник.

## Биография
Алаведра играл за клуб «Кондал» между 1963 и 1967 годами, также сыграл девять товарищеских матчей с первой командой «Барселоны». В сезоне 1965/66 он провёл десять матчей в высшей лиге за «Сабадель», который только в прошлом мезоне завоевал повышение. Далее он выступал во втором и третьем дивизионах за «Херес» и «Террассу» соответственно, а ещё позже за «Граменет» и «Гаву».
Он дебютировал на международной арене с молодёжной сборной Испании в отборе на Олимпиаду 1964 года, в обоих матчах против Венгрии его команда проиграла (1:2 и 3:0 соответственно). Несколько недель спустя он сыграл за любительскую сборную Испании.
Алаведра закончил карьеру в конце сезона 1974/75. Он работал тренером в различных футбольных клубах Баш-Льобрегата, а затем в 1992 году основал футбольную школу в Гаве.
13 апреля 2020 года Алавердра умер от коронавирусной инфекции COVID-19.